# Príncipe Discos
A Príncipe Discos é uma editora independente de música electrónica, de Lisboa. Fundada em 2011, recebeu desde cedo atenção internacional pela sonoridade inovadora dos seus artistas, tendencialmente ancorados em géneros musicais de origem africana, como o kuduro, batida,ou funaná. Entre  os artistas no seu catálogo, estão nomes como DJ Marfox, Nigga Fox, DJ Firmeza, Nídia, entre outros.

## História
A Príncipe foi fundada por um grupo de homens ligados à cena musical lisboeta. Nélson e Pedro Gomes tinha sido programadores culturais da associação Zé dos Bois (ou ZDB) e tinham criado uma outra associação ligada à música, a Filho Único; José Moura e Márcio Matos geriam a loja de discos Flur; e a equipa inical ficou completa com Marco Rodrigues e Marco Evaristo, que formavam a dupla Photonz. Estes últimos afastaram-se do projecto mais tarde, por terem emigrado, mas o lugar seria ocupado por André Ferreira, da Filho Único.
O registo inaugural da editora, Eu Sei Quem Sou de Marfox, ganhou vida pública quatro anos após o primeiro contacto de Nélson e Gomes com o músico, que surgiu por terem ficado impressionados com uma exibição dele ao vivo. Nessa altura, Marfox já integrava o colectivo DJs di Guetto, juntamente com Pausas, Fofuxo, DJ Nervoso, Jesse e N.K (alguns deles acabariam por publicar na Príncipe mais tarde). O EP de Marfox deu o empurrão à editora, recolhendo elogios e cobertura internacional de meios especializados como o site Resident Advisor. Pouco tempo depois, a editora traria de volta à luz da ribalta o álbum de DJs di Guetto.
Aquando da exposição inicial, Pedro Gomes explicou ao Público que o propósito da editora era trazer à tona a música suburbana da área de Lisboa, dizendo: "O que está mais abandonado nesta terra é a música de subúrbio, do gueto. Música de dança urbana feita em Lisboa. É disso que se trata. É isso que queremos trabalhar: olhar para o que é mais urgente e não tem qualquer veículo para chegar às pessoas." Foi neste último lote que incluiu o EP do duo Photonz, o segundo a ser editado pelo selo.
Com a saída dos Marcos, a especialização do catálogo tornou-se evidente: na sua vasta maioria, os artistas que editam e/ou são representados pela Príncipe são afrodescendentes, mas se no início o maior pólo de residência destes artistas era a periferia de Lisboa, com o passar do tempo muitos deles acabaram por emigrar para outros destinos, como França, operando do estrangeiro.
Logo em 2012, a editora segurou uma residência mensal no Musicbox, expondo a sua equipa de artistas na noite lisboeta.
O catálogo discográfico da Príncipe foi conquistando espaço na internacional ao longo dos anos. Em 2015, por exemplo, a estreia de Nídia (na altura, Nídia Minaj) foi considerada dos melhores discos do ano para vários meios especializados, casos da NPR e da FACT Magazine. No entanto, o impacto sentia-se mais no estrangeiro do que em Portugal.

## Discos
A edição discográfica da Príncipe é feita primariamente em vinil, com tiragens médias de 300 a 500 cópias por lançamento, e distribuição digital. Cerca de dois terços das vendas físicas são assegurados por distribuição internacional. Em 2016, a editora lançou a primeira compilação: Mambos Levis D’Outro Mundo reunia uma série de música inéditas dos artistas no seu catálogo, sendo o primeiro CD publicado sob o selo.
As capas dos discos da Príncipe são desenhadas à mão por Márcio Matos.